# スポーツウェブショッパーズ
スポーツウェブショッパーズは、サッカー用品の通信販売を行うインターネット通販サイトである。欧州クラブやJリーグのユニフォーム、スパイクシューズなどを中心に販売している。
2001年には、第5回日本オンラインショッピング大賞で大規模店部門賞に選ばれた。

## 概要
- 代表取締役：木村淳一
- 運営会社：株式会社フェアプレイ
- 本社所在地：東京都世田谷区駒沢2-11-3 第二集花園ビル5F